# Universidade Católica de Lovaina (1834–1968)
A Universidade Católica de Lovaina (em francês:  Université catholique de Louvain, em neerlandês:  Katholieke Hogeschool te Leuven, depois renomeada para Katholieke Universiteit te Leuven) foi uma tradicional universidade da Bélgica.
Foi fundada em 1834 na cidade de Mechelen como Universidade Católica da Bélgica, e já em 1835 mudou-se para a Lovaina com o nome de Universidade Católica de Lovaina.
Com as tensões estudantis ocorridas em 1968, a Universidade foi dividida em duas unidades: uma para os falantes do francês (Universidade Católica de Lovaina (UCLouvain)), e outra para os alunos de idioma neerlandês (Universidade Católica de Lovaina (KU Leuven)).